# Limosina impressa
Limosina impressa är en tvåvingeart som beskrevs av Johann Wilhelm Meigen 1838. Limosina impressa ingår i släktet Limosina och familjen hoppflugor.
Artens utbredningsområde är Tyskland. Inga underarter finns listade i Catalogue of Life.